# Herodot

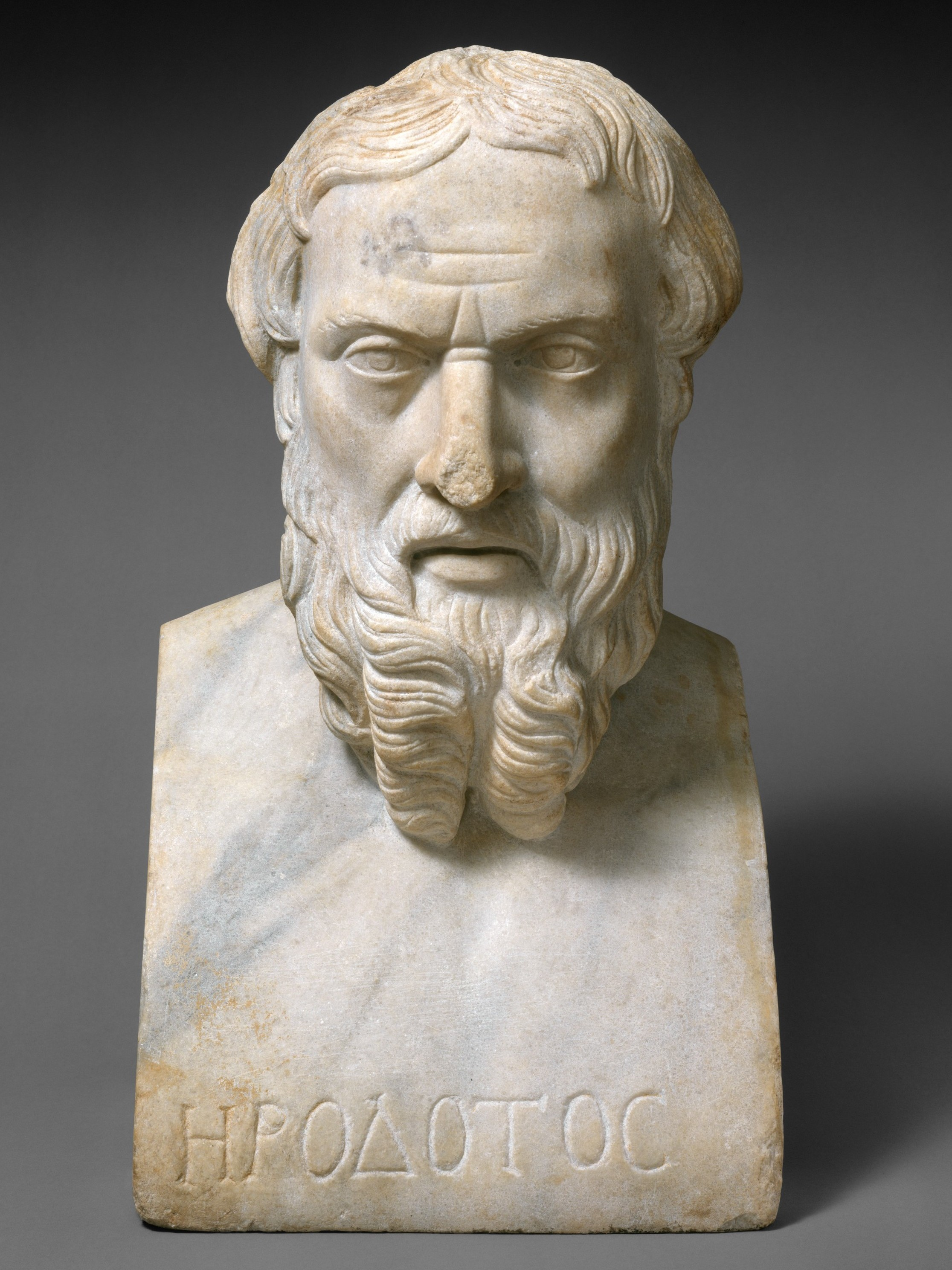
Büste von Herodot, 2. Jahrhundert n. Chr.

Herodot von Halikarnass(os), kurz Herodot (altgriechisch Ἡρόδοτος Hēródotos; * 490/480 v. Chr.; † um 430/420 v. Chr.), war ein antiker griechischer Geschichtsschreiber, Geograph und Völkerkundler. Cicero verlieh ihm in seinem philosophischen Werk De legibus den bis heute oft zitierten Beinamen „Vater der Geschichtsschreibung“ (lateinisch pater historiae). Sein überliefertes Werk sind die wohl im 2. Jahrhundert v. Chr. in neun Bücher unterteilten Historien, die in Form einer Universalgeschichte den Aufstieg des Perserreichs im späten 6. Jahrhundert v. Chr. und die Perserkriege im frühen 5. Jahrhundert v. Chr. schildern.
Der von Herodot in den Historien aufgemachte geographische Horizont umfasste sogar die Randzonen der den Griechen seiner Zeit vorstellbaren Welt, in denen Raum für Fabelwesen und Phantasiebilder war. Die Zusammensetzung des persischen Heeres unter Xerxes I. beim Feldzug gegen die Griechen war Herodot aber auch Anlass, auf die vielfältigen Besonderheiten in äußerem Erscheinungsbild und Kultur der beteiligten Völkerschaften einzugehen. Zudem berief er sich auf die eigenen Eindrücke seiner ausgedehnten Reisen. So enthält das Werk in großer Zahl Hinweise auf unterschiedlichste Alltagsbräuche und religiöse Riten, aber auch Reflexionen zu machtpolitischen Konstellationen und Verfassungsfragen dieser Zeit.

## Leben
Herodot wurde nach eigenem Bekunden in der griechischen Polis Halikarnassos in Kleinasien, dem heutigen Bodrum, geboren. Wie andere in seiner Familie stand er politisch in Opposition zu dem örtlichen Dynasten Lygdamis von Halikarnassos und musste in den 460er Jahren v. Chr. nach Samos ins Exil gehen. Nach dem Sturz des Lygdamis kehrte er vor der Mitte der 450er Jahre v. Chr. zurück, verließ Halikarnassos aber kurze Zeit später für immer.
Herodot unternahm nach eigener Aussage ausgedehnte Reisen, deren Chronologie jedoch unsicher ist: nach Ägypten, ins Schwarzmeergebiet, nach Thrakien und Makedonien bis ins Skythenland, in den Vorderen Orient bis nach Babylon, aber wohl nicht ins eigentliche Persien. Einige Forscher (die so genannte Liar school) bezweifeln diese Angaben allerdings und betrachten Herodot als „Stubengelehrten“, der die griechische Welt in Wahrheit nie verlassen habe.
Zwischen den von ihm berichteten Reisen hielt Herodot sich bevorzugt in Athen auf, wo er wie in Olympia, Korinth und Theben Vorlesungen aus seinem Werk gab, für die er stattlich honoriert wurde. Einer athenischen Inschrift zufolge erhielt er auf Antrag eines gewissen Anytos ein Geschenk von zehn Talenten. Zu Herodots zweiter Heimatstadt wurde die im Jahre 444/443 v. Chr. neu gegründete griechische Apoikia Thurioi am Golf von Tarent, wo er nach römischer Überlieferung die Historien vollendete und wo man im Bereich der Agora später sein Grab zeigte. Das Sterbejahr ist wie das Geburtsjahr nur ungefähr zu bestimmen, liegt aber jedenfalls nach dem Ausbruch des Peloponnesischen Krieges 431 v. Chr., auf den Herodot noch Bezug nahm.

## HerodotsHistorien

### Einleitender Überblick

Karte zu Herodots „Welt“.

Als ein Werk von „erstaunlicher Größe und ungeheurer Wirkung“ werden die Historien in der neueren Forschung gewürdigt. Kein anderer Autor des Altertums habe sich so wie Herodot darum bemüht, seinem Publikum eine Vorstellung von der Vielfalt der ganzen Welt, wie er sie sah, zu vermitteln: von den verschiedenen Völkern in ihren Lebensräumen, von ihren jeweiligen Sitten und kulturellen Leistungen. Wolfgang Will sah Herodots Werk nach dem Ende des bipolaren Ost-West-Konflikts in einem neuen Aktualitätsbezug: Jenseits der zu Zeiten scheinbar so monolithischen Blöcke habe sich der Blick nun geöffnet für „das Gemisch von Ethnien mit ihren widerstreitenden Ordnungen“, wie es im kleineren Maßstab der antiken Welt bereits von Herodot beschrieben worden sei. Noch in anderer Hinsicht bieten die Historien Anknüpfungsaspekte an die Welt der Gegenwart, denn bei Herodot stehen, anders als zum Beispiel bei Thukydides, auch Frauen öfters im Blickpunkt des Geschehens.
Ursprünglich trug Herodot dem Publikum vielleicht einzelne, inhaltlich in sich geschlossene Abschnitte (so genannte lógoi) vor. Wann die Historien publiziert wurden, ist in der Forschung umstritten und kann kaum eindeutig beantwortet werden. Es gibt sichere inhaltliche Bezüge auf Ereignisse des Jahres 430 v. Chr., wohl auch indirekte Anspielungen auf Ereignisse im Jahr 427 v. Chr. Ungeklärt ist, ob andere Aussagen auf Geschehnisse im Jahr 424 v. Chr. Bezug nehmen. Die Aufteilung des Werkes in neun Bücher stammt nicht von Herodot; sie ergibt inhaltlich kaum Sinn und könnte mit der Zuordnung zu den neun Musen zusammenhängen, vielleicht ursprünglich in Alexandria als Ehrenbezeugung für den Verfasser angelegt.
Den Dreh- und Angelpunkt der Historien bildet die abschließende Beschreibung der Perserkriege, wie Herodot bereits eingangs darlegt:

„Herodot aus Halikarnaß veröffentlicht hiermit seine Forschung (griech. Historie), auf daß die menschlichen Werke bei der Nachwelt nicht in Vergessenheit geraten, und damit große und wunderbare Taten der Griechen und der Barbaren nicht ohne Gedenken bleiben. Vor allem aber soll man erfahren, warum sie gegeneinander zum Kriege schritten.“

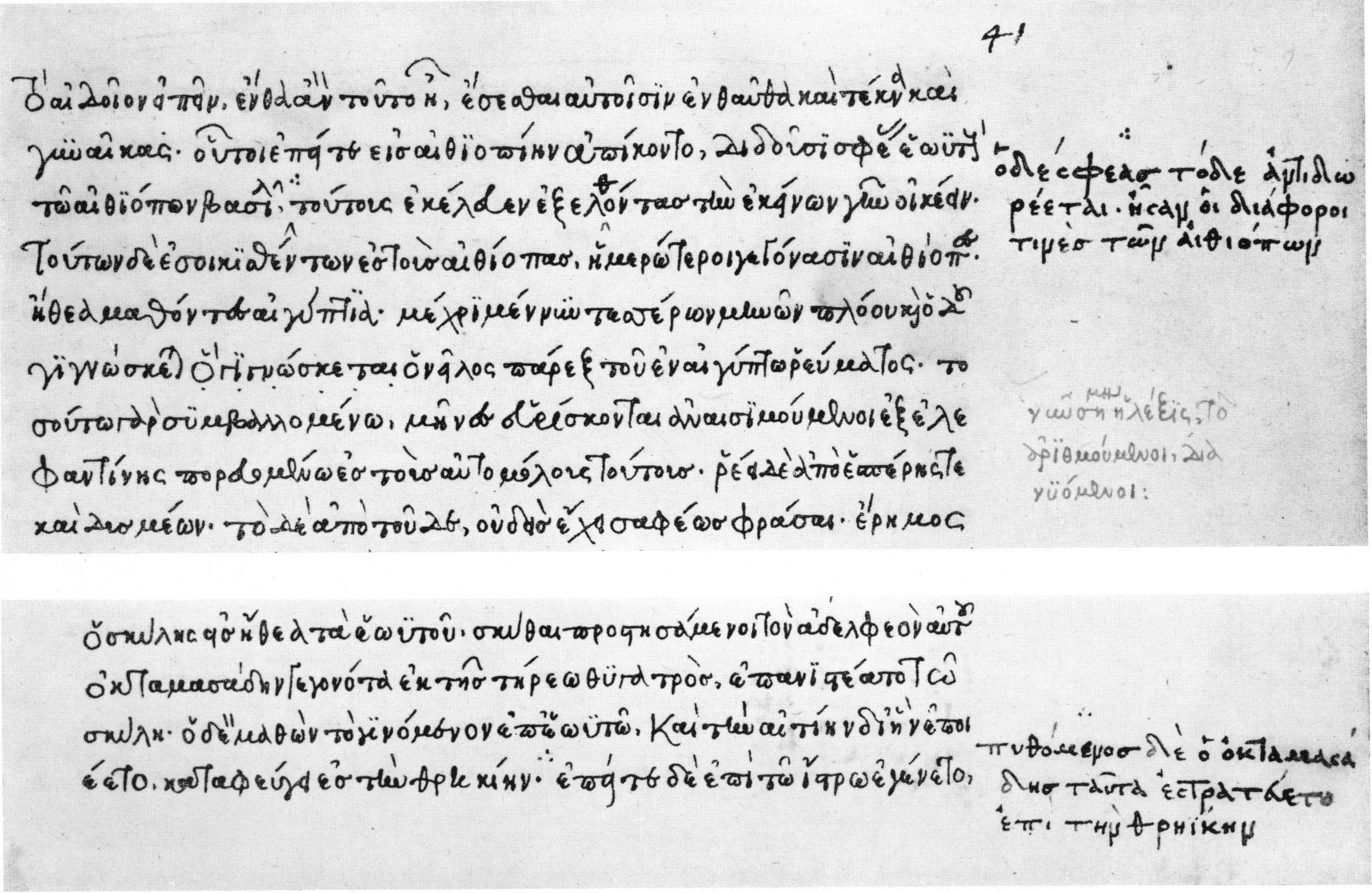
Herodots Historien in einer Handschrift mit eigenhändigen Korrekturen des Humanisten Lorenzo Valla am Rand. Rom, Biblioteca Apostolica Vaticana, Vat. Gr. 122, fol. 41r und 122r (frühes 15. Jahrhundert)

Dieses kurze Vorwort ist „gleichsam die Gründungsurkunde der abendländischen Geschichtsschreibung.“ Politiktheoretisch bedeutsam ist auch aus moderner Sicht die in den Historien enthaltene Verfassungsdebatte, in der die antiken Staatsformen gegeneinander abgewogen werden. Sie bietet unter anderem der Demokratieforschung frühe Ansatzpunkte.
Für sein Werk sammelte Herodot über viele Jahre Berichte von Chronisten, Händlern, Soldaten und Abenteurern und rekonstruierte auf dieser Basis so komplexe strategische Vorgänge wie den Kriegszug des Xerxes I. gegen Griechenland oder die berühmte Schlacht von Salamis. Ähnlich wie Hekataios von Milet bereiste Herodot nach eigenen Angaben viele der fernen Länder, über die er berichtete, selbst. Sein Wirken setzte Maßstäbe im Übergang zur Schriftkultur in der griechischen Antike und war zugleich noch stark geprägt durch Ausdrucksformen der mündlichen Überlieferung.
Ein detailliertes Inhaltsverzeichnis bietet der

### Glaubwürdigkeit und Quellenwert

Herodot auf einer Sammelmarke für Langenscheidts Quellenlesebuch

Über die Frage der Glaubwürdigkeit des Herodot herrscht bereits seit antiken Zeiten Uneinigkeit. Plutarch schrieb rund 450 Jahre später einen Traktat, in dem er ihn als Lügner verurteilte. In der neueren Forschung sehen die einen in ihm einen methodisch für seine Zeit erstaunlich gut arbeitenden Berichterstatter, andere meinen, er habe vieles frei erfunden und täusche Augenzeugenschaft nur vor. Bis heute hat sich dazu in der Forschung keine einheitliche Meinung herausgebildet.
Der Quellenwert der Historien ist folglich anhaltend umstritten. Für viele Ereignisse stellt Herodot allerdings die einzige Quelle dar, was der seit langem geführten Diskussion über die Zuverlässigkeit seiner Angaben besonderes Gewicht verleiht. Welche Quellen Herodot heranzog, ist nicht immer sicher zu sagen. Nach seinen eigenen Aussagen ist davon auszugehen, dass er sich vor allem auf die eigenen Reiseerfahrungen stützte, wobei allerdings auch die Historizität dieser Reisen in der Forschung teils in Frage gestellt wird, sowie auf Berichte von örtlichen Gewährsmännern. Detlev Fehling betrachtete die Quellen Herodots sogar weitgehend als fiktiv und dessen angebliche Nachforschungen und Reisen vor allem als literarisches Konstrukt.
Zweifellos hat Herodot auch schriftliche Quellen herangezogen, darunter vielleicht Dionysios von Milet, sicher aber Hekataios von Milet. Herodot widmete sich unter anderem dem Ziel, die orientalischen Hochkulturen, insbesondere Ägypten, genauer zu betrachten. Bekannt sind seine Erklärungen zum Pyramidenbau und zur Mumifizierung. Seine Quellen waren wohl vor allem die ägyptischen Priester; doch sprach Herodot selbst kein Ägyptisch. In der Forschung generell umstritten ist, wie sorgfältig Herodot im Einzelfall verfuhr, zumal gerade die mündliche Überlieferung sowie ein Bezug auf Inschriften (deren Texte Herodot, wenn überhaupt, nur in Übersetzung lesen konnte) problematisch ist. Die Historien sind jedenfalls nicht frei von Fehlern (wie falschen Strecken- oder Zahlenangaben, Ortsbestimmungen und Ortsnamen). Fehlerhafte Angaben finden sich etwa in Bezug auf die ältere vorderorientalische und persische Geschichte. Herodots Darstellung der ihm zeitlich nächstgelegenen Perserkriege wird in der Forschung zum Teil ebenfalls kritisch betrachtet, zumal Ungenauigkeiten bzw. falsche Angaben nachweisbar sind, so z. B. bezüglich der Truppenstärken oder bestimmter chronologischer Einzelheiten. Andererseits gelingen Herodot oft sehr eindringliche Schilderungen großer Zusammenhänge, aber auch kleinerer Randbegebenheiten.
Herodot würzte sein Werk mit Anekdoten und gab auch mehr oder weniger fiktionale bzw. novellenhafte Erzählungen wieder – wohl auch um sein Publikum zu unterhalten. Dazu zählt unter anderem die Geschichte über einen ägyptischen Meisterdieb oder sein bekannter Bericht über beinahe hundsgroße, nach Gold schürfende Ameisen in Indien; der Erzählung kam zugute, dass Indien den Griechen ohnehin als ein (halbmythisches) „Wunderland“ erschien. Schwieriger als Legende einzuschätzen war Herodots früheste Beschreibung eines stummen Handels zwischen punischen Seefahrern und „libyschen“ (mutmaßlich schwarzafrikanischen) Goldhändlern in Westafrika, die vom Mittelalter bis in die Kolonialzeit von arabischen und europäischen Reisenden als Topos aufgegriffen wurde. Auf das Ganze gesehen behandelte Herodot eine Vielzahl von Themen unterschiedlichster Art (beispielsweise Geographie, Völker, Kulte und bedeutende Herrscher), wobei sein „geographischer Horizont“ besondere Beachtung gefunden hat, wenngleich er durchaus auf Vorlagen zurückgreifen konnte (etwa Hekataios von Milet).

### Rezeption in der Antike
Herodots Schriften wurden schon bald nach ihrer Veröffentlichung als eine neue Form der Literatur anerkannt. Sein Prosawerk ist zudem auf einem hohen literarischen Niveau verfasst, so dass sein Stil noch nachhaltigen Einfluss auf die antike (besonders die griechische) Geschichtsschreibung bis in die Spätantike ausüben sollte (unter anderem Prokopios).
Ohne auf Herodot namentlich Bezug zu nehmen, trat Thukydides mit seiner Geschichte des Peloponnesischen Kriegs dessen Nachfolge als Historiograph an, wobei er mit seinem als Zeitzeuge verfassten Werk in bewusster Abgrenzung zu Herodot auf eine möglichst genaue und kritische Prüfung der Ereignisse Wert legte (vgl. Thukydides 1,20–22). Einen deutlichen Bezug zu Herodot, der stattlich honoriert aus seinem Werk vor Zuhörern u. a. in Athen vortrug, stellt Thukydides bei der Empfehlung des eigenen Werkes her: „Zum Zuhören wird vielleicht diese undichterische Darstellung minder ergötzlich scheinen; wer aber das Gewesene klar erkennen will und damit auch das Künftige, das wieder einmal, nach der menschlichen Natur, gleich oder ähnlich sein wird, der mag es so für nützlich halten, und das soll mir genug sein: zum dauernden Besitz, nicht als Prunkstück fürs einmalige Hören ist es aufgeschrieben.“ Ein wesentlicher Unterschied bestand darin, dass sich Thukydides in der Regel für jene Variante entschied, die er für plausibel hielt, und nicht wie Herodot verschiedene Versionen derselben Vorgänge bot. Beide wurden zu Begründern der griechisch-römischen Historiographie, die erst um 600 n. Chr., am Ende der Antike, ausklang und die sich insgesamt betrachtet auf einem hohen intellektuellen und künstlerischen Niveau bewegte.
Einige Zeit nach Herodot verfasste Ktesias von Knidos eine Persische Geschichte (Persika), von der jedoch nur Fragmente erhalten sind. Ktesias kritisierte Herodot in der Absicht, ihn zu „korrigieren“. Dabei variierte er Herodoteische Motive und stellte sie mit verschleiernder Absicht um, tadelte aber gleichzeitig seinen Vorgänger als Lügner und Märchenerzähler. Im Ergebnis legte er eine deutlich unzuverlässigere Darstellung der Geschichte Persiens vor, die stark romanhafte Züge trägt. Gleichwohl bot Ktesias, der am persischen Königshof als Arzt tätig war, bei aller Bruchstückhaftigkeit der Überlieferung seines Werkes auch manch brauchbare Information und er wurde zu einem wichtigen Mitgestalter des Bildes, das sich die Griechen von den persischen Verhältnissen machten.

## „Pater historiae“ – Merkmale von Herodots Geschichtsschreibung

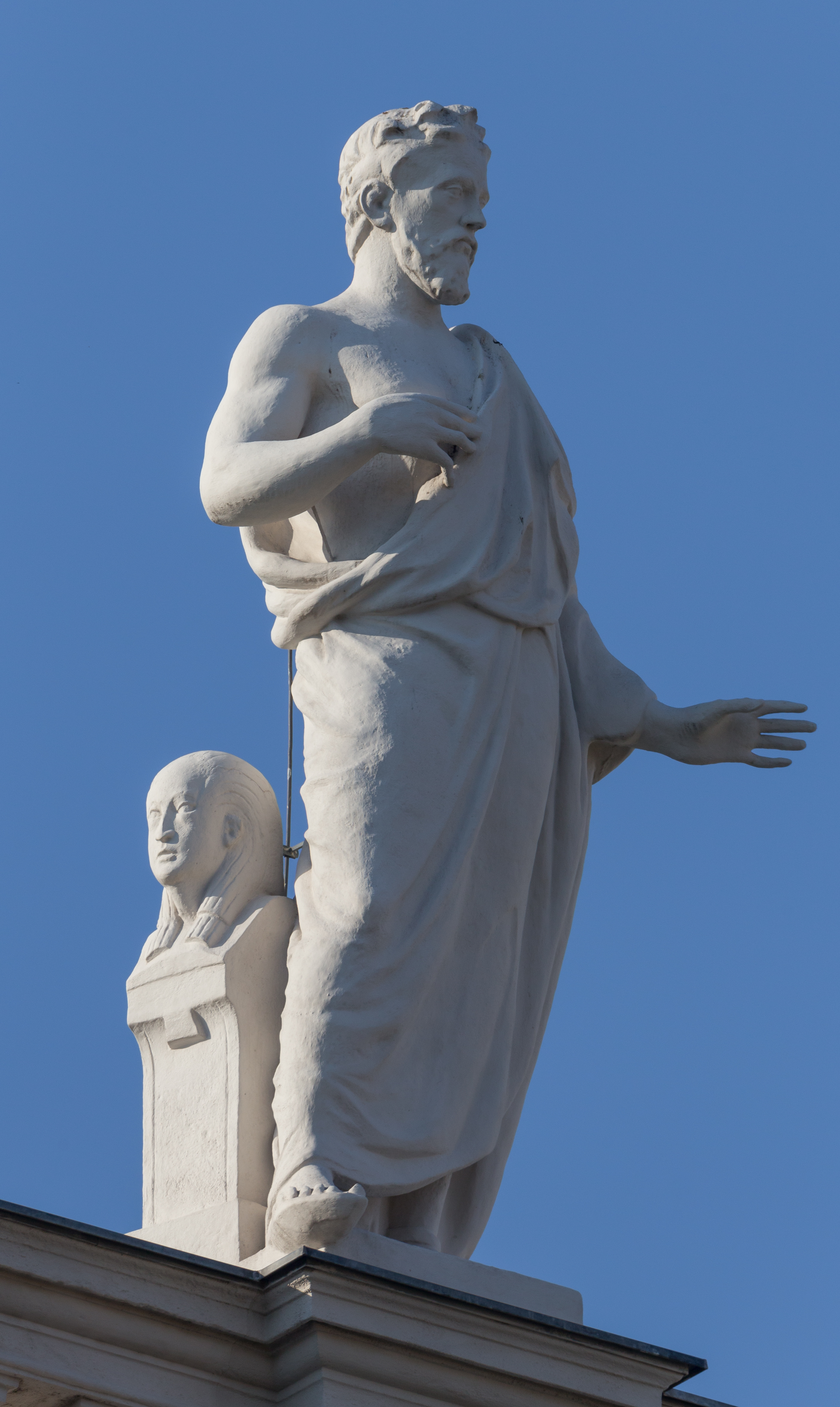
Herodot von Carl Kundmann auf der Attika des Naturhistorischen Museums in Wien

Das Interesse an Herodot – nicht vorrangig als Erzähler vieler kurioser Geschichten, sondern als in der Überlieferung erstem großen Historiker mit phänomenalem Forschungshorizont – hat in jüngster Zeit stark zugenommen. Dazu mag beigetragen haben, dass es für Literatur- und Geschichtswissenschaft mit der Kulturwissenschaft neuerdings ein gemeinsames Dach gibt und Herodot in diesem Zusammenhang als erster großer Kulturtheoretiker betrachtet werden kann. Zudem werden seine Berichte durch Quellenforschungen und archäologische Funde im Vorderen Orient teilweise der sachlichen Überprüfung zugänglich. Als Analytiker zwischenstaatlicher Beziehungen im Altertum lässt er sich schließlich auch „als erster Theoretiker und Kritiker imperialistischer Politik neu lesen.“ Für Ryszard Kapuściński ist er der „erste Globalist“, als Visionär, der die beschränkte Perspektive der eigenen Polis überwindet.
Sein Methodenrepertoire umfasst eine Spannbreite, die vom persönlichen Nachforschen und kritischer Reflexion bis zu auf Wahrscheinlichkeiten gegründeten spekulativen Vermutungen reicht. Reinhold Bichler sieht in Herodots Werk das Bestreben, „einen Maßstab für die Vorstellung von der eigenen Geschichte zu gewinnen und dies alles in einer Zusammenschau zu erfassen und darzustellen, deren erzählerische Anmut ihrem geschichtsphilosophischen Gehalt ebenbürtig ist.“
Als „eine der großartigsten Geschichtsdarstellungen, welche die abendländische Literatur kennt“, sieht Wolfgang Will Herodots Bericht von der persischen Invasion Griechenlands unter Xerxes I. Zwar glorifiziere Herodot ehrenhaftes Heldentum und den Sieg, nicht aber den Krieg als solchen. Wie dieser das Leben der Menschen verkehre, zeige Herodot schon im ersten Buch seines Werkes mit der Wendung, dass im Frieden die Kinder ihre Eltern begraben, im Krieg dagegen die Eltern ihre Kinder.

### Universalhistorisches Ausgreifen in Zeit und Raum
Die für den Aufbau der Historien maßgebliche umfassende Perspektive trägt zur Bedeutung des Werkes wesentlich bei. Dabei folgen Herodots Angaben sowohl zu Chronologie und Datierung als auch zu Ortsbestimmungen und räumlichen Entfernungen einem nachvollziehbaren Ansatz zu abgestufter Genauigkeit bzw. Vagheit je nach der Nähe zur Haupterzählung. Deren Erstreckungszeitraum umfasst die 80 Jahre von den Anfängen des persischen Herrschers Kyros bis zum Scheitern der Expansionspolitik des Xerxes in den Schlachten von Plataiai und Mykale. „Herodot stuft seine chronologischen Angaben sorgfältig ab und macht nicht nur die Abnahme gesicherten Wissens mit wachsender zeitlicher Entfernung kenntlich, sondern lässt auch erkennen, wie sehr die Exaktheit der chronologischen Angaben mit der räumlichen Entfernung zum Geschehen der Haupterzählung abnimmt.“ Gründlich widmet er sich der durch die Meerengen von Hellespont und Bosporus markierten Grenzlinie zwischen Asien und Europa, die durch den Xerxes-Zug gegen die Griechen aus seiner Sicht schicksalhafte Bedeutung erlangte, und verweist auf eigene Berechnungen von Länge und Breite der Meerengen. Andere detaillierte Angaben betreffen zum Beispiel die Wegstrecken und Tagesetappen etwa von Ephesos bis ins persische Herrschaftszentrum von Susa, für die er 14.040 Stadien (zu je 177 m) kalkuliert. Von ähnlicher Dichte und Genauigkeit sind sonst nur die Entfernungsberechnungen für den Verlauf des Nils von der Mittelmeerküste bis Elephantine (insgesamt 6.920 Stadien).
Ebenfalls auf die Räume der persisch-ägyptischen Herrschaftsdynastien beziehen sich Herodots Bemühungen um eine sowohl differenzierte als auch umfassende Chronologie: „Mit seiner Erkundung der ägyptischen Geschichtstradition, für die ihm das Wissen der Priester bürgt, kann Herodot in eine Tiefe der Zeiten vorstoßen, der gegenüber der Trojanische Krieg und die mit den Heroen Herakles und Perseus oder dem Phönizier Kadmos verbundenen Gründungstaten als Ereignisse einer nahen Vergangenheit erscheinen müssen.“ So rechnet er (aus heutiger Sicht fragwürdig) für 341 ägyptische Herrscher mit einer Gesamtregierungszeit von 11.340 Jahren allein für die ältere Königszeit.
Die teilweise äußerst detaillierten (jedoch nicht immer fehlerfreien) chronologischen und geographischen Angaben Herodots im Hinblick auf seine Haupterzählung fallen nicht nur für westliche und nordwestliche Regionen seines damaligen Europa-Horizonts sehr viel vager aus, sondern auch hinsichtlich Griechenlands. Für die Zeit vor dem Ionischen Aufstand gibt es zur griechischen Geschichte bei Herodot keine auf ein bestimmtes Jahr datierbaren Ereignisse; und so schwimmen in seinem chronologischen Gefüge etwa auch die 36 Jahre, die Herodot für die Peisistratiden-Tyrannis angesetzt hat.
Ähnliches gilt für die Pentekontaetie, die er zumindest teilweise als Zeitzeuge miterlebte. Mit Gegenwartshinweisen hält Herodot sich geradezu auffällig zurück. Sich selbst und seine gesellschaftliche Existenz scheint er eher verbergen zu wollen, auch wo er sich mit Anspielungen als Zeitgenosse mindestens der Anfänge des Peloponnesischen Krieges erkennen lässt. „Die von ihm erzählte Geschichte der Ereignisse, die vor dem Vergessen bewahrt werden soll, bekommt aber gerade dadurch eine überzeitliche Dimension.“

### Impulsgeber am Übergang von mündlicher zu schriftlicher Überlieferung
Nur bei oberflächlicher Betrachtungsweise, so Michael Stahl, wirkten die einzelnen Logoi geographischen, ethnographischen und historischen Inhalts lediglich locker verbunden. Es lasse sich zeigen, dass jedes Einzelgeschehen auch der Exkurse für Herodot historisch bedeutsam war und deshalb von ihm aufgegriffen wurde.
Bis in das 4. Jahrhundert v. Chr. war individuelles Lesen als literarische Rezeptionsform laut Stahl noch eine Ausnahmeerscheinung, wenngleich nach neuerer Forschung bereits zu Lebzeiten Herodots andere Autoren geschichtliche Prosawerke verfassten. Herodot habe noch in erster Linie für den mündlichen Vortrag geschrieben. Der aber konnte naturgemäß immer nur einige Partien des Gesamtwerks zu Gehör bringen. Aus diesen Voraussetzungen leitet Stahl ab, dass die Historien teils noch der mündlichen Kultur angehörten und dass somit auch in formaler Hinsicht keine Schwierigkeiten für die Aufnahme mündlicher Zeugnisse in das Werk bestanden.
Die Überlieferung insbesondere von Elementen der archaischen Geschichte Griechenlands sei von den zeitgeschichtlichen Interessen der Informanten Herodots mitgeformt und ausgewählt worden. Herodot habe, was ihm zu Ohren kam, seinerseits noch einmal im Hinblick auf das zu den eigenen Ansichten Passende ausgewertet. Die mit der mündlichen Präsentation einhergehende soziale Kontrolle dürfte aber dafür gesorgt haben, dass er die Mitteilungen seiner Gewährsleute nicht durch eigene Fiktionen hätte ersetzen können. „Deshalb wird man trotz allem sagen können, dass die mündliche Überlieferung in Herodot ihr ‚Sprachrohr’ gefunden hat.“ Andererseits stellte jedoch die schriftliche Fassung großer Teile der mündlichen Überlieferung in den Worten Stahls einen fortan „unumgänglichen Bezugsrahmen dar, der möglichen weiteren Formungen der Tradition ganz enge Grenzen zog.“

### Einbegriffene mythologische Elemente
Herodots Eingebundenheit in eine überkommene Erzählstruktur wird in der Forschung häufig thematisiert, oft verbunden mit dem Hinweis auf seine kritische Distanz zur mythisch-religiösen Tradition, der gegenüber er rationale Einwände geltend machte. Andererseits gilt es für Katharina Wesselmann festzuhalten, dass mythische Elemente die Historien eben auch prägen und durchdringen. Die traditionellen Denkschemata seiner Zeitgenossen fänden sich bei Herodot wieder; denn „die Freveltaten der historischen Figuren sind dieselben wie die ihrer mythischen Vorgänger.“ Doch auch für die Werkkomposition sei die Einbeziehung von Elementen der mythischen Erzähltradition wichtig. Sie ermögliche es Herodot, die Fülle der eingebrachten Fakten, Episoden und Exkurse in dem Publikum bekannte Strukturen einzubetten. „Erst durch den so hergestellten Zusammenhang, durch den Wiedererkennungseffekt im Spiegel der Tradition, erhalten die Daten Farbe: die Orientierung an bekannten Denkmustern hilft dem Rezipienten bei der Strukturierung und geistigen Verarbeitung; dem Untergehen von Einzelelementen, die für die Gesamterzählung von Bedeutung sind, wird vorgebeugt, indem die Fakten der Tradition und die Tradition den Fakten angepaßt wird“.
Die Spannung zwischen Faktizität und Funktionalität in den Historien erscheint Wesselmann vor allem durch die an Herodot gestellten Ansprüche erzeugt, nachdem sich die Geschichtsschreibung als eigenes Genre etabliert hatte. „Seitdem hat man versucht, Herodot ‚zweizuteilen’, in den Ethnographen Herodot und den Historiker Herodot, oder eben in den ‚Plauderer’ und den Historiker.“ Ein Fiktionalitätsbewusstsein im modernen Sinne könne zumindest vor Aristoteles für die griechische Antike aber gar nicht vorausgesetzt werden. Auch bei Thukydides, der seinen Vorläufern abschätzig attestierte, sie zielten mit dem Dargebotenen eher auf die Hörlust des Publikums als auf die Wahrheit, ist laut Wesselmann ein konsequenter Verzicht auf mythische Elemente nicht festzustellen, da er beispielsweise König Minos in sein Geschichtswerk aufnahm, obwohl dessen Epoche sich einer Dokumentation entzieht. Noch bei Plutarch sei „eine traditionalisierende Formung des Stoffes“ erkennbar, weshalb Herodots Verortung auf dem Wendepunkt zwischen Mündlichkeit und Schriftlichkeit eher irreführend sei: „bei der Institutionalisierung des Mediums Schrift und dem Bedeutungsverlust mündlicher Erzählmodi handelt es sich keineswegs um ein punktuelles Ereignis, sondern um einen jahrhundertelangen Prozeß; nicht einmal der Punkt seines Abschlusses scheint eindeutig feststellbar.“

### Kontinente und Randzonen in Herodots Welt

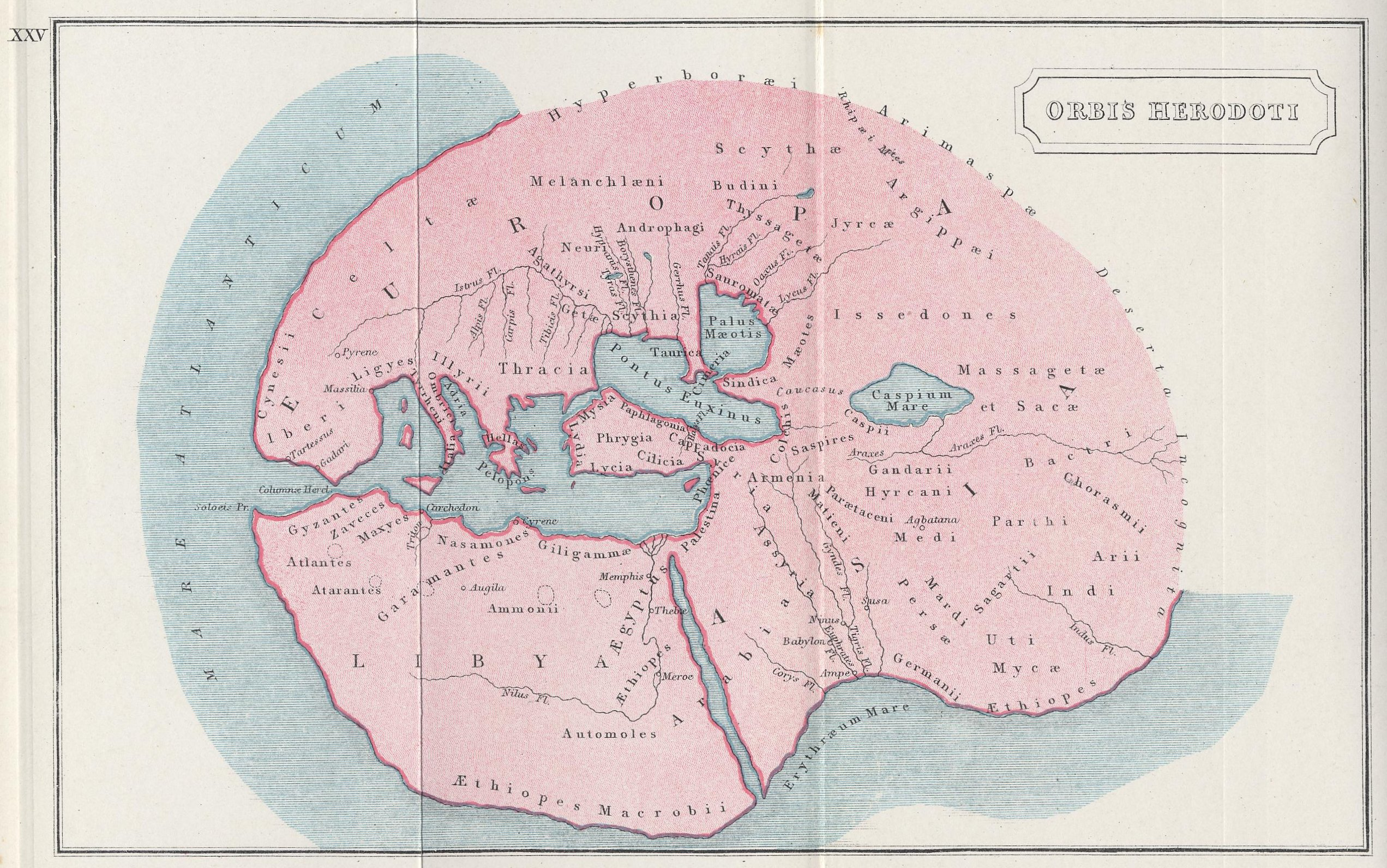
Moderne Darstellung der „Welt“ Herodots.

„Erdkunde als einen Faktor im Verständnis dessen zu würdigen, was wir Geschichte nennen, gehört zum Vermächtnis Herodots“, heißt es bei Bichler. Herodot habe zwar an bereits bestehende Vorstellungen angeknüpft, daraus aber Neues geformt. Für ihn gab es mit Europa und Asien nur zwei Kontinente, da er Libyen nicht als eigenen Kontinent, sondern als zu Asien gehörig betrachtete. Beide Kontinente stellte er sich durch eine hauptsächlich von Gewässern markierte, in west-östlicher Richtung verlaufende Grenzlinie geschieden vor. Asien war im Süden seiner Vorstellung nach vom Südmeer umschlossen, Europa nach Norden hin aber zu ausgedehnt und unerforscht, um es gleichfalls als umgeben von einer durchgängigen Meeresverbindung auszuweisen. Die Grenzlinie zwischen den beiden Kontinenten verläuft von den Säulen des Herakles (an der Straße von Gibraltar) durch das Mittelmeer, die Dardanellen, den Bosporus, das Schwarze Meer und das Kaspische Meer, das bei Herodot erstmals als von Ufern umgebener Binnensee erscheint.
Die geheimnisvollen Randzonen jener damaligen Welt boten von alters her reichlich Stoff für Phantasiebilder. Herodot war sich dessen bewusst und demonstrierte in seinen Auskünften über diese entlegenen Regionen eigene Distanz, indem er nicht auf unmittelbare Augen- und Ohrenzeugen, sondern auf indirekte Gewährsleute verwies und gehäuft eigene Zweifel anmeldete. Allerdings, so Bichler, „seine Kritik hat ihre Grenzen dort, wo sie der eigenen Erzählfreude in die Quere käme.“
Mit den nach gängigem Muster in den Randzonen der Welt vorgestellten Schätzen und Fabelwesen befasst sich Herodot teilweise ausgiebig. Er berichtet mehr oder minder erkennbarer skeptisch über Schätze von Zinn, „Elektron“ (gemeint ist wohl Bernstein) und Gold im äußersten Nordwesten Europas, über Greifen, die das Gold bewachen, und über Einäugige, die es den Greifen abjagen. Ebenfalls um Gold geht es in der oben erwähnten Geschichte von nahezu hundsgroßen Riesenameisen in Indiens goldreicher Wüste, die beim Stollenbau Goldstaub nach oben werfen, den die Einheimischen listig an sich bringen. Eine dritte Art der Goldgewinnung führt an Libyens ferne Küste, wo von Mädchen aus einem See Gold geschöpft wird, und zwar mit Vogelfedern, die zuvor mit Pech bestrichen worden sind.
Nicht zweifelsfrei geklärt, doch immerhin wahrscheinlich ist, dass Herodot für die Historien auf eine Schrift über Lüfte, Gewässer und Örtlichkeiten (zitiert als Umweltschrift) Bezug nehmen konnte, die ehedem fälschlich Hippokrates zugeschrieben wurde. In ihr sieht Bichler „ein frühes Beispiel medizinisch-naturwissenschaftlicher Spekulation und zugleich ein bedeutendes Stück ethnographischer und politischer Theorie“, wonach Klima und geographisches Milieu sowohl die physische Beschaffenheit als auch Charakter und Sitten der jeweiligen Landesbewohner prägten. Herodots Gedankenführung sei im Vergleich zur Umweltschrift jedoch wesentlich komplexer, etwa indem er der geographischen Anschauung eine historische Dimension gebe und mit der Formung der Landesnatur sowohl durch langzeitige natürliche, aber auch durch kulturelle Wirkkräfte wie Deiche und Kanäle rechne.

### Völkerkundler und Kulturtheoretiker
Auf die gleiche Weise, in der Herodot seine geographische Weltbeschreibung in die weit ausgreifende Erzählung der Vorgeschichte der Perserkriege einflicht, sind auch seine vielfältigen völkerkundlichen Betrachtungen und Auskünfte als Exkurse in die militärischen Unternehmungen der persischen Großkönige eingebettet. In der großen Heerschau, die Xerxes nach Überquerung des Hellespont bei Doriskos abhielt, wird von Herodot ein auf äußere Merkmale wie Tracht, Waffenrüstung, Haar- und Hautfarbe konzentrierter Überblick über die zahlreichen Völkerschaften im Einzugsbereich der persischen Vorherrschaft gegeben. Wiederum an anderen geeignet erscheinenden Stellen seiner Werkkomposition geht Herodot auf soziale Verhaltensweisen, Sitten und Bräuche einer Vielzahl von Völkern in den Kern- und Randregionen der für ihn erschließbaren Welt ein. Anders als in neuzeitlichen Rassenlehren geht mit Herodots ethnographischen Klassifikationstypen keine Auf- oder Abwertung einher. Sein kulturtheoretisches Augenmerk scheint eher darauf gerichtet, die Brüchigkeit der eigenen Zivilisation im Spiegel des Gebarens weit entfernter Völkerschaften aufzuzeigen: „Herodots Völkerkunde vermittelt den Eindruck, daß sich mit wachsender Distanz zur eigenen Welt alle jene Züge auflösen, die unserem Leben in einer geordneten Gesellschaft feste Konturen geben: personale Identität, geregelte Kommunikation und soziales Bewußtsein, Regelungen der Sexualität und Kultivierung der Ernährung, das Leben in familiären Verbänden und in einer eigenen Behausung, die Sorge für Kranke und Tote und der Respekt vor übergeordneten Normen, der sich in religiösen Anschauungen und Praktiken ausdrückt.“
Was Herodot den Zeitgenossen von bekannten und unbekannten Regionen der damaligen Welt und ihren Bewohnern zu berichten wusste, ergibt ein facettenreiches Mosaik, das teils Staunen und Schaudern erregen konnte und mit dem Faszinierend-Exotischen nicht geizte. Auffällig oft stellten die geschilderten Verhaltensweisen im Hinblick auf die tradierte griechische Kultur markante Tabubrüche dar, so u. a. Rohfleischverzehr, Kannibalismus und Menschenopfer. Vielleicht war Herodot aber auch von der zeitgenössischen Kulturtheorie der Sophistik beeinflusst, die für das naturnahe frühmenschliche Dasein eine anfängliche Rohheit annahm und in allerlei Schreckensbilder umsetzte.

#### Geschlechterstellung und sexuelle Gewohnheiten
Angesichts der Vielfalt anderer Lebensart entsteht das Bewusstsein für die Besonderheiten der eigenen Kultur und Sitten, die damit aber auch in Frage gestellt werden. Herodot schuf diesbezüglich ein enorm reichhaltiges Orientierungsangebot. So gibt er etwa Beispiele für eine ungewohnte Rollenverteilung der Geschlechter. Von den Ägyptern berichtet er, dass der Markthandel von Frauen bestimmt und abgewickelt wurde, während die Männer daheim Webarbeiten verrichteten. Bei den libyschen Gindanen soll es üblich gewesen sein, dass die Frauen ihren sozialen Status anzeigten, indem sie für jeden der ihnen beischlafenden Männer ein Lederband um ihren Fußknöchel legten. Die Lykier hatten laut Herodot die Eigenart, die Nachkommenschaft nicht nach den Vätern, sondern nach den Müttern zu benennen, und die Frauen rechtlich noch in anderer Hinsicht zu begünstigen.
Andernorts wurden Frauen als gesellschaftliches Gemeineigentum behandelt, bei den Massageten zum Beispiel, indem die Männer am Wagen der gerade ausgewählten Kopulationspartnerin jeweils ihren Bogen als vorübergehendes Signal anhängten. Ähnlich verfuhren die Nasamonen mit ihren Frauen, indem sie den Beischlaf mittels eines vor der Tür aufgestellten Stabes kommunizierten. Im Zuge der ersten Hochzeit eines Nasamonen erhielten die männlichen Hochzeitsgäste in Verbindung mit der Geschenkübergabe Gelegenheit zum Beischlaf mit der Braut. Bei den Auseern gab es hingegen gar keine Ehen. Der Begattungsvorgang wurde Herodot zufolge nach Tierart vollzogen, die Vaterschaft im Nachgang durch Prüfung und Feststellung der Ähnlichkeit des Kindes mit einem der Männer bestimmt.
Für diesen wie auch für die anderen Bereiche der herodoteischen Völkerkunde gilt es laut Bichler festzuhalten, dass Herodot seine ethnographischen Zuordnungen nicht in ein festes Kulturschema presste: „Ein Volk, das sich im Lichte seiner Sexualsitten als roh gekennzeichnet erweist, kann nach anderen Standards bemessen zivilisierter wirken und umgekehrt.“

#### Umgang mit Verstorbenen

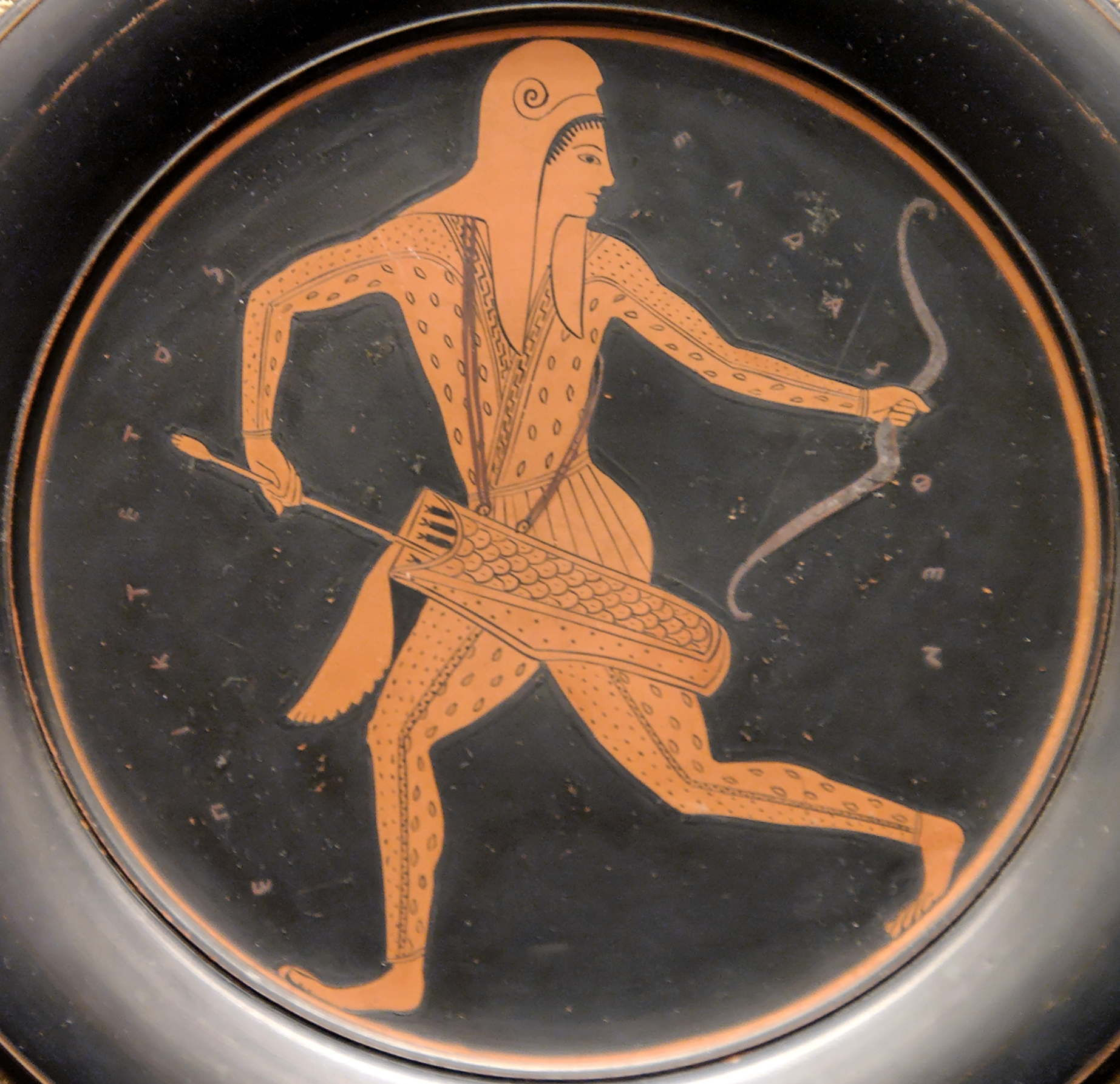
Skythischer Bogenschütze auf einer Schale des Epiktetos, ca. 520–500 v. Chr., im British Museum (GR 1837.6-9.59)

Ein weiterer von Herodot häufig einbezogener Gesichtspunkt bei der Herausstellung kultureller Merkmale der einzelnen Völker ist die Einstellung zum Tod und der Umgang mit den Toten. Auch dazu ergibt sich aus seinen Hinweisen ein sehr vielfältiges und teils gegensätzliches Spektrum. Auf der einen Seite gab es seinen Erkundungen zufolge indische Völker am östlichen Rand der Welt, deren Alte und Kranke sich zum Sterben in die Natureinsamkeit zurückzogen und dort sich selbst überlassen blieben, ohne dass ihr Tod noch jemanden kümmerte. Bei den ebenfalls weit östlich ansässigen Padaiern hingegen wurden die Kranken angeblich von ihren nächsten Angehörigen getötet, um sie sodann zu verspeisen: Ein erkrankter Mann wurde von männlichen Familienmitgliedern erwürgt, eine kranke Frau von weiblichen. Man mochte nicht warten, bis die Krankheit das Fleisch verdorben hatte. Bei den Issodonen im Norden war allein der Verzehr von Familienvätern nach deren Tod üblich, gemischt mit Viehfleisch. Die präparierten und mit Goldblech überzogenen Köpfe der Väter dienten den Söhnen beim jährlichen Opferfest als Kultgegenstand. Während die Könige der Skythen mitsamt den erwürgten Bediensteten, mit Pferden und goldenem Tafelgerät in Hügelgräbern bestattet wurden, sollen die am Südmeer beheimateten Äthiopen ihre Toten als Mumien in säulenartigen, durchsichtigen Särgen aufgestellt und noch für ein Jahr in ihrem Haus behalten und ihnen geopfert haben, bevor sie sie irgendwo außerhalb der Stadt aufstellten.
Mögen also die Bräuche des Umgangs mit Verstorbenen weit auseinander gelegen haben und mochten sie bei den Griechen, die ihre Toten verbrannten, teils auch Schrecken erregen – vor Spott oder Hohn in diesen Dingen suchte Herodot durch eine Anekdote vom persischen Königshof eindringlich zu warnen. Ihr zufolge hatte Dareios einst die Griechen bei Hofe gefragt, was sie dafür verlangten, wenn sie ihre Eltern verspeisen sollten; das wiesen diese aber unter allen Umständen weit von sich. Sodann ließ er die ihre toten Eltern verspeisenden Kallatier aus Indien kommen und erkundigte sich nach dem Preis für ihre Bereitschaft, die Leichen der eigenen Eltern zu verbrennen. Schreiende Proteste und den Anwurf der Gottlosigkeit habe er von ihnen zur Antwort erhalten. Damit sieht Herodot den Beweis erbracht, dass jedes Volk die eigenen Bräuche und Gesetze über die aller anderen stellt, und bestätigt den Dichter Pindar darin, die Sittengesetzlichkeit als höchste Herrschaftsautorität zu betrachten.

#### Religiöse Horizonte

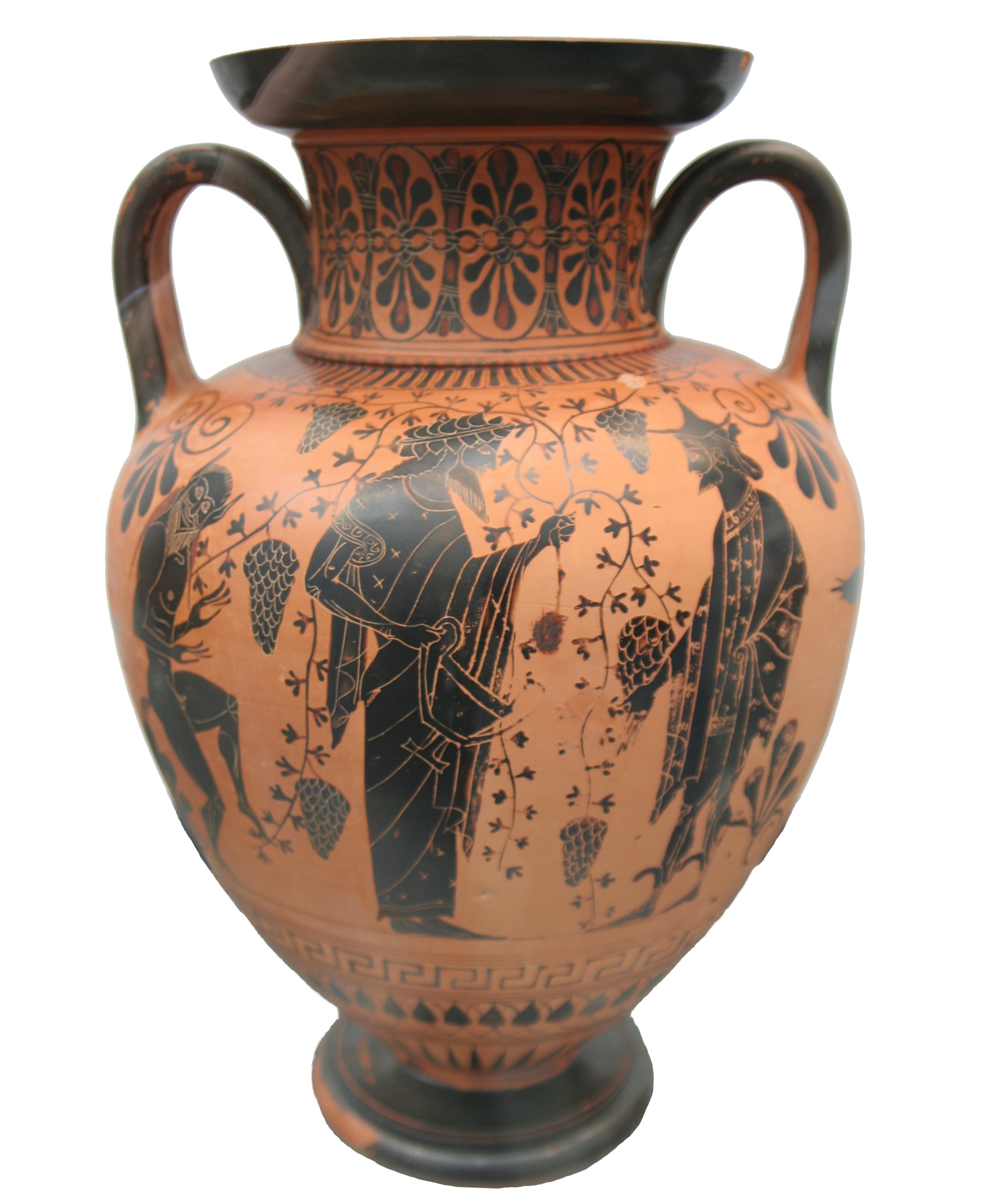
Dionysos im Gespräch mit Hermes, in der Hand einen Kantharos (Weinbecher), links ein Satyr

Götterverehrung, Heiligtümer und religiöse Riten sind für Herodot bei den Randvölkern seiner damaligen Welt nur vereinzelt anzutreffen und nicht sehr komplex. Von den unter der sengenden Sonne Libyens lebenden Atamaranten heißt es nicht nur, dass sie als einzige ohne individuelle Namen auskamen, sondern dass sie sich gelegentlich kollektiv fluchend und schimpfend gegen die sie plagende Sonne wendeten. Die den Skythen im Norden des Schwarzen Meeres benachbarten Tauren opferten laut Herodot alle aufgegriffenen Schiffbrüchigen der Iphigenie, spießten deren Köpfe auf lange Pfähle und ließen sie hoch über ihren Häusern als Wächter fungieren. Von den thrakischen Geten berichtet Herodot einen Glauben an die Unsterblichkeit, indem zum Gott Zalmoxis auffuhr, wer von ihnen umkam. Ihren Gott hielten sie für den einzigen überhaupt, den sie aber bei Gewitter durch Pfeilschüsse in Richtung Himmel ihrerseits bedrohten.
Die Herkunft der den Griechen vertrauten anthropomorph-vielgestaltigen Göttergemeinschaft führt Herodot im Wesentlichen auf die Ägypter mit ihrer weit älteren Geschichte zurück. Nur das ägyptische Pantheon konnte es an exemplarischer Vielfalt mit der hellenischen Götterwelt aufnehmen. Die Ägypter waren es nach Herodot, die den Göttern zuerst die Namen gaben und ihnen Altäre, Tempel und Kultbilder errichteten. Von ihnen stammten Opferbräuche und Prozessionen, Orakelwesen, Vorzeichendeutung und astrologische Schlussfolgerungen. Ägyptischer Herkunft seien auch die bei den Pythagoreern verbreitete Seelenwanderungslehre und die mit dem Dionysos-Kult verbundenen Unterweltslehren gewesen. Überhaupt deutete Herodot eine ganze Reihe heimischer Kulte, ekstatischer Feste und Riten vorzugsweise als auswärtige Übernahmen diverser Herkünfte.
Aus Bichlers Sicht hat Herodot den Prozess der Theogonie konsequent historisiert, „wohl nicht zuletzt unter dem Eindruck der sophistischen Lehre von der Kulturentstehung, die sich auch die Genese der Erkenntnis der Götter als einen Prozess stufenweisen Wandels in der Geschichte der Menschen dachte.“ In dem Ansatz, Gotteserkenntnis als ein Phänomen des kulturhistorischen Prozesses zu behandeln, sei Herodot ungeachtet seiner Vorbehalte gegen intellektuellen Hochmut „ein Sohn der ‚Aufklärung’ seiner Zeit.“

### Politischer Analytiker
Als beachtenswerter Interpret politischer Konstellationen rückt Herodot rezeptionsgeschichtlich erst neuerdings verstärkt in den Blickpunkt. Dass er diesbezüglich bislang wenig Beachtung gefunden hat, zumal im Vergleich mit Thukydides, führt Christian Wendt auf Zweifel an Herodots methodischer Konsequenz und an seiner Glaubwürdigkeit zurück, vor allem aber auf seinen breiten Darstellungshorizont und auf die Fülle des insgesamt von ihm bearbeiteten Materials: „Herodot deckt in seiner Betrachtung ein wesentlich breiteres Feld ab als Thukydides, die ‚politische Geschichte’ ist nur Facette, nicht Kern der Untersuchung.“
Die politischen Beobachtungen und Deutungen Herodots sind wie die geographischen, völkerkundlichen und religionsbezogenen Exkurse im Gesamtwerk verstreut und der Entstehungs- und Verlaufsgeschichte des kriegerischen Großkonflikts zwischen Persern und Griechen bei- und untergeordnet. Wie er selbst über Krieg und Bürgerkrieg dachte, gab Herodot in Äußerungen zu erkennen, die er einerseits dem besiegten Kroisos als Einsicht in den Mund legte: „...niemand ist so unverständig, daß er aus freien Stücken den Krieg wählt statt des Friedens. Denn hier begraben die Söhne ihre Väter, dort aber die Väter ihre Söhne.“ Das Bürgerkriegsverhängnis andererseits ließ er die Athener angesichts der persischen Bedrohung beschwören: „Denn ein Kampf innerhalb eines Volkes ist um so viel schlimmer als ein einmütig geführter Krieg, wie Krieg schlimmer ist als Frieden.“
Politisches Leitmotiv in Herodots Historien ist laut Bichler die Verlockung der Macht, die zu ungerechten Eroberungsfeldzügen und ins Verderben führt – Griechen wie Nichtgriechen gleichermaßen. Als wesentlicher Antrieb des Handelns zeigt sich oftmals reiner Expansionsdrang. Prägendes Element zwischenstaatlicher Politik ist demnach die Abwägung der Eigeninteressen, denen Moral, Recht und Verträge je nach Bedarf geopfert werden. Die Berechnung von Machtkonstellationen steht nahezu überall im Zentrum bei den politischen Akteuren, der Primat des eigenen Vorteils ist konstant wirksam. Darin unterscheiden sich auch unterschiedliche Herrschaftssysteme in der Sicht Herodots nicht grundlegend. Denn sobald die persische Gefahr abgewendet war, ließen auch die längst von der Tyrannis befreiten Athener „jene Neigung zur imperialistischen Großmannssucht“ erkennen.

#### Expansionsdrang der Mächtigen
Der Lyder-König Kroisos war der erste in der Reihe asiatischer Herrscher, die in der Entstehungsgeschichte der Perserkriege von Herodot eingehend behandelt wurden. Er hatte von den griechischen Poleis in Kleinasien erstmals Tribute erhoben und hinterließ so den persischen Großkönigen Kyros, Kambyses, Dareios und Xerxes einen randlichen Spannungsherd in ihrem Herrschaftsbereich. Jeder dieser Herrscher hat sich auf militärische Eroberungszüge verlegt und ist zuletzt damit gescheitert.
Kroisos zog in der Absicht gegen Kyros zu Felde, dessen Großreich zu erobern, wurde geschlagen, gefangen genommen und auf den Scheiterhaufen geführt, ehe Kyros ihn begnadigte und fortan zu seinem Berater machte. Kyros ging seinerseits und zunächst erfolgreich daran, die Völker Asiens seiner Herrschaft zu unterwerfen und auch Babylon erstmals zu erobern. Als er aber, von Kroisos angetrieben und von der eigenen Unbesiegbarkeit überzeugt, auch die Massageten jenseits des Kaspischen Meeres zu unterjochen suchte, wurde sein Heer schließlich von den Streitkräften der Massageten-Königin Tomyris besiegt, Kyros selbst getötet und sein Leichnam von Tomyris geschändet, die damit Rache für ihren Sohn nahm.
Kyros’ Sohn und Nachfolger Kambyses trat als Eroberer in die Fußstapfen seines Vaters, indem er in einem umfassenden Unternehmen zu Wasser und zu Lande Ägypten kriegerisch unterwarf und nun auch aus Libyen Tributleistungen bezog. Damit herrschte er über das bis dahin größte geschichtlich bekannte Imperium – und mochte sich damit doch nicht begnügen. Mit dem Hauptteil seines Heeres ging er auf Expansionskurs weit nach Süden zu den Äthiopen, praktisch an das Ende der damaligen Welt. Schon jenseits von Theben aber wurden die Lebensmittel für die Versorgung des Heeres knapp. Bald verzehrte man auch die Zugtiere; schließlich war die Hungersnot so groß, dass unter Anwendung des Losverfahrens jeder zehnte Mitstreiter getötet und von den Kameraden verzehrt wurde. Da erst brach Kambyses das Unternehmen ab und kehrte um.
Xerxes wiederum ließ sich auch durch das doppelte Scheitern seines Vaters Dareios – zunächst im Feldzug gegen die Skythen und dann beim ersten Großangriff auf das griechische Festland – nicht davon abhalten, erneut und noch verstärkt für einen Straf- und Eroberungszug zu mobilisieren. Herodot bescheinigt Xerxes ein anscheinend grenzenloses Machtexpansionsstreben, indem er ihn in wörtlicher Rede im Kriegsrat ausführen lässt, dass er als Folge der bevorstehenden Eroberungen mit seinen Persern sozusagen die Weltherrschaft ausüben werde:

„Denn dann wird auf kein Land die Sonne herunterblicken, das da grenzte an das unsere, sondern sie alle werde ich zusammen mit euch zu einem einzigen Land zusammentun, wenn ich durch ganz Europa gezogen bin. Denn wie ich höre steht es so: Keine Stadt mehr auf der Welt und kein Volk unter den Menschen ist dann noch übrig, das imstande wäre, uns gegenüberzutreten im Kampf, wenn die, von denen ich sprach, aus dem Wege geräumt sind. So werden sie das Knechtsjoch tragen, Schuldige wie Unschuldige.“

#### Machtblindheit und Hybris
Nahezu schicksalhaft-unausweichlich gekoppelt erscheinen Machtstellung und Eroberungssucht in Herodots Darstellung der besagten Hauptakteure des historisch-politischen Geschehens. Rechtzeitiger Mäßigung sind sie anscheinend nicht fähig; gutem Rat sind sie letztlich unzugänglich; Warnungen werden selbstgefällig in den Wind geschlagen, Träume, Vorzeichen und Orakelsprüche häufig missdeutet. Die mit der Macht wachsende Überheblichkeit führt zu willkürlichen Verstößen gegen die natürliche Ordnung sowie gegen sittliche und religiöse Normen.
Herodots Kroisos zeigt bereits bei der legendären Begegnung mit dem weisen Athener Solon, wie wenig er bei all seinem demonstrativ zur Schau gestellten Reichtum von den wahren Bedingungen glücklichen Lebens versteht. Vor seinem Angriff auf das Perserreich unter Kyros sucht er sich zwar durch akribische Befragung und Prüfung aller wichtigen Orakelstätten abzusichern, zieht dann aber unter anderem bei der Auswertung des für ihn maßgeblichen delphischen Orakelspruchs – er würde, wenn er gegen die Perser ziehe, ein großes Reich zerstören – leichtfertig den Schluss, damit sei ihm der Sieg geweissagt. Erst nach der Niederlage gelangt er zu der Erkenntnis, dass er letztlich sein eigenes Reich zerstört hat. Ähnlich ergeht es dem viele Jahre unangefochten herrschenden und um sein Dasein beneideten Tyrannen Polykrates von Samos an seinem Lebensende, als er, angelockt von Aussichten auf zusätzlichen Reichtum durch militärische Expansion, in eine Falle gerät und ein schreckliches Ende findet. Denn weder Seher und Freunde mit ihren Warnungen noch seine von Alpträumen geplagte Tochter vermochten es, ihn vor dem Schritt ins Verderben zurückzuhalten.

Monumentale Keilschrift-Tafel mit einer Selbstdarstellung des Xerxes als „König der Könige“

Einen Prozess längeren Schwankens und mehrfachen Umschwenkens durchläuft bei Herodot der Entschluss des Xerxes zum Rache- und Eroberungsfeldzug gegen die Griechen. Die Einwirkung gegensätzlicher Ratschläge und bedrängender Träume hätten ihn massiv verunsichert und zögern lassen. Ausschlaggebend sei schließlich wiederum ein Traum gewesen, und zwar der seines als Ratgeber ursprünglich mutig gegen die Expansionseuphorie argumentierenden Onkels Artabanos. So nahm die unersättliche  Herrschsucht auch in diesem Fall zuletzt ihren gleichsam schicksalhaften Lauf.
Fortschreitende Herrschsucht geht bei Herodot zumeist mit Hybris einher, mit einer Selbstüberhöhung und -überhebung, die sich über menschliches Maß und Sittengesetz und sogar über die Ordnung der Natur meint hinwegsetzen zu können. So heißt es von Kyros, dem beim Feldzug gegen Babylon eines der heiligen Rösser in der Strömung des Flusses Gyndes ertrank, er habe daraufhin den Fluss selbst bestrafen und erniedrigen wollen, indem er Kanalisierungsmaßnahmen anordnete, die dazu führen sollten, dass selbst Frauen ihn danach durchqueren könnten, ohne auch nur mit den Knien das Wasser zu berühren. Von Xerxes wiederum wird berichtet, dass er das ihm unbotmäßige Meer unter Beschimpfungen auspeitschen ließ, als ein Sturm die Brücke aus Hanf und Byblosbast über den Hellespont  zerstörte, über die das Heer von Asien nach Europa gelangen sollte. Dem Willen des Herrschers hatte sich, seiner Meinung nach, eben auch die Natur unterzuordnen. Zusätzlich wurde aber den Bauleitern dieser Brücke der Kopf abgeschlagen.
Von Hybris befallen waren auch griechische Tyrannen, wie Herodot zuerst am Beispiel der Peisistratiden-Tyrannis in Athen zeigt, deren Begründer Peisistratos die Insel Naxos unterworfen haben soll, um dort die Söhne seiner möglichen Athener Machtkonkurrenten als Geiseln festzusetzen. Noch schlimmer soll es der Tyrann Periander in Korinth getrieben haben. Er hatte seinen in Milet herrschenden Tyrannen-Kollegen Thrasyboulos durch einen Boten nach einem Rezept für die optimale Ausgestaltung seiner Herrschaft fragen lassen. Thrasyboulos habe den Boten auf ein Kornfeld geführt und dort sämtliche überdurchschnittlich herausragenden Ähren abgeschlagen. Zwar habe der Bote selbst die Botschaft nicht verstanden, wohl aber der Empfänger Periander, der daraufhin eine bis dahin ungekannte Grausamkeit an den Tag legte, indem er dafür sorgte, dass jede bedeutendere Persönlichkeit unter den Korinthern umgebracht oder vertrieben wurde.

#### Verfassungsfragen
Wie alle politisch-analytischen Einlassungen Herodots ist auch die Verfassungsdebatte zielgerichtet in den Darstellungszusammenhang eingebunden und ihm untergeordnet. Der hierbei zu beachtende Kontext ist Dareios’ I. listige Herrschaftsanbahnung. Dabei gilt es für ihn in dem von Herodot berichteten bzw. arrangierten Geschehensablauf zunächst darum, die monarchische Herrschaftsform gegenüber einer Volksherrschaft und einer aristokratischen Herrschaft von Wenigen als die beste zu erweisen. Nach Ansicht der meisten Gelehrten gibt Herodot dabei nicht persisches Gedankengut, sondern den griechischen Verfassungsdiskurs seiner eigenen Gegenwart wieder.
Den Otanes als Befürworter einer Volksherrschaft lässt Herodot die bereits bekannten und unter Kambyses drastisch erlebten Übel der Alleinherrschaft (aus der bevorzugten Stellung erwachsende Überheblichkeit; Verbrechen aus Hochmut, Übersättigung, Misstrauen oder Missgunst anderen gegenüber; despotische Gewalt- und Willkürherrschaft im Endergebnis) als Plädoyer für sein Gegenmodell vortragen: Gleichheit aller vor dem Gesetz, Ämterlosung, Rechenschaftspflicht der Amtsinhaber, Volksversammlung als Beschlussorgan. Hierbei handelt es sich nicht zufällig um die Grundprinzipien der Attischen Demokratie.
Der laut Herodot für eine oligarchische Machtausübung sich einsetzende Megabyzos stimmt Otanes in seiner Argumentation gegen die Alleinherrschaft zu, sieht aber andererseits vor allem die ungezügelte Masse als von Unverstand und Übermut besessen an und schlussfolgert, dass einer Auswahl der besten Männer – denen man sich selbst gewiss zuzurechnen habe – die Macht zu übertragen sei. Denn nur von ihnen seien die besten Beschlüsse zu erwarten.
Herodot lässt Dareios zunächst erklären, man müsse die Verfassungen jeweils in ihrer idealen, besten Form betrachten. Sodann stimmt er in seinem Plädoyer für die Monarchie dem Megabyzos hinsichtlich der Zurückweisung einer Volksherrschaft zu, preist aber die Alleinherrschaft des tatsächlich besten Mannes, die frei sei von den Rivalitäten und Zwistigkeiten, die in einer Oligarchie zwangsläufig zu Stasis, Mord und Totschlag unter verfeindeten Aristokraten führten. Nichts könne besser sein als die Herrschaft des Besten. Volksherrschaft hingegen begünstige die Kumpanei der besonders schlechten Bürger und deren gemeinwesenschädigendes Treiben so lange, bis einer hervortrete, Ordnung schaffe und sich so als Alleinherrscher empfehle.
Herodot enthält sich bei der Darstellung der drei Plädoyers einer eigenen ausdrücklichen Stellungnahme. Dass Dareios’ Position sich durchsetzt und dass lediglich offenbleibt, wer als „objektiv Bester“ für die Alleinherrschaft taugt, ist bei Herodot dem Gang der Geschichte selbst geschuldet. Diesen verbindet der Geschichtsschreiber allerdings mit einer ironischen Pointe: Unter den sieben verbliebenen Thronanwärtern wurde angeblich ein gemeinsamer Ausritt vereinbart mit dem Ziel, denjenigen als künftigen König zu ermitteln, dessen Pferd nach dem Aufsitzen als erstes wieherte. Auch dabei obsiegte Dareios, weil sein Pferdeknecht das Ross seines Herrn geschickt präpariert hatte.

## Eponyme
1986 wurde der Asteroid (3092) Herodotus nach ihm benannt. Auch der Mondkrater Herodotus ist nach ihm benannt.

## Ausgaben und Übersetzungen
- Herodoti Historiae. 2 Bde., hrsg. von Heinrich Stein, Weidmann, Berlin 1884.
- Herodoti Historiarum libri IX. 2 Bde., hrsg. von Heinrich Rudolf Dietsch, ed. altera, Bibliotheca Teubneriana, Leipzig 1894–1898.
- Herodotus: The Persian Wars. Griechisch-Englisch, 4 Bde., übers. von A. D. Godley, Loeb Classical Library, Cambridge (MA) 1920–1925.
- Herodoti Historiae. 2 Bde., hrsg. von Karl Hude, ed. tertia, Oxford Classical Texts, Oxford 1926.
- Herodotus: Historiën. Hrsg. von J. J. E. Hondius und J. A. Schuursma, 4. Aufl., J. B. Wolters, Groningen und Jakarta 1952.
- Herodot: Historien. Deutsche Gesamtausgabe. Übers. von August Horneffer, neu hrsg. und erl. von Hans Wilhelm Haussig, 2. Aufl., Kröner, Stuttgart 1959.
- Herodotus’ Historiën met Inleiding en commentaar. Hrsg. von B. A. van Groningen. 2. Aufl., E. J. Brill, Leiden 1963.
- Herodot: Geschichten und Geschichte. 2 Bde., übers. von Walter Marg, Artemis, Zürich 1973–1983.
- Herodot. Historien. Griechisch-Deutsch, 2 Bde., hrsg. und übers. von Josef Feix, 2., durchges. Aufl., Sammlung Tusculum, München 1977.
- Herodoti historiae. 2 Bde., hrsg. von Haiim B. Rosén, Bibliotheca Teubneriana, Leipzig 1987–1997. Bd. 1: ISBN 978-3-322-00359-1, Bd. 2: ISBN 978-3-8154-1404-0
- Das Geschichtswerk des Herodot von Halikarnassos. Übers. von Theodor Braun, Insel, Frankfurt am Main 2001. ISBN 3-458-34443-8
- Herodoti Historiae. 2 Bde., hrsg. von N. G. Wilson, Oxford Classical Texts, Oxford 2015. Bd. 1: ISBN 978-0-19-956070-7, Bd. 2: ISBN 978-0-19-956071-4
- Herodot: Historien. Deutsche Gesamtausgabe. Neu übers., hrsg. und erl. von Heinz-Günther Nesselrath, 5., vollkommen neu bearb. Aufl., Kröner, Stuttgart 2017. ISBN 978-3-520-22405-7
- Herodot: Historien. Übers. und hrsg. von Kai Brodersen und Christine Ley-Hutton, Reclam, Stuttgart 2019. ISBN 978-3-15-019624-3